# Stratford (Connecticut)
Stratford – miejscowość w USA, w stanie Connecticut, w hrabstwie Fairfield, przy ujściu rzeki Housatonic do zatoki Long Island Sound.
W mieście rozwinął się przemysł lotniczy, chemiczny, maszynowy, metalowy oraz materiałów budowlanych.

## Miasta partnerskie Stratford
- Wielka Brytania, Stratford-upon-Avon
- Kanada, Stratford
- Nowa Zelandia, Stratford

## Miasta partnerskie
- Wielka Brytania, Stratford-upon-Avon
- Kanada, Stratford
- Nowa Zelandia, Stratford